# Władysław Filipiak (pilot)
Władysław Filipiak (ur. 7 marca 1898 w Szamotułach, zm. 23 kwietnia 1925 w Poznaniu) – podporucznik pilot Wojska Polskiego, kawaler Orderu Virtuti Militari.

## Życiorys
Urodził się 7 marca 1898 w Szamotułach, w rodzinie Józefa i Marii z Lempiczów. 1 lipca 1916 roku został powołany do służby w armii Cesarstwa Niemieckiego. W 1917 roku został skierowany na kurs podstawowego pilotażu do Berlina, Poznania, a następnie do Münchberg. Szkolenie lotnicze ukończył 1 sierpnia 1918 roku.
7 stycznia 1919 roku zgłosił się do służby w Wojsku Polskim, otrzymał przydział służbowy do Stacji Lotniczej w Ławicy. Tu, 20 lutego 1919 roku, został przydzielony do 2. eskadry wielkopolskiej. W kwietniu 1919 roku wraz ze swoją jednostką wyruszył na front południowy, następnie brał udział w działaniach bojowych na froncie północnym. Od 28 lipca 1919 roku walczył na froncie białoruskim. Podczas lotu bojowego 6 sierpnia 1919 roku, wspólnie z sierżantem Tadeuszem Kostro, zaatakował radziecki pociąg pancerny. Ostatnią posiadaną bombą zniszczyli tory i doprowadzili do unieruchomienia pociągu. Ich samolot Halberstadt C.V został podczas ataku uszkodzony, pilot lądował na terenie zajętym przez nieprzyjaciela. Załoga dostała się do niewoli, z której po kilku dniach udało im się zbiec. Po tygodniu wędrówki przedostali się na tereny opanowane przez polskie oddziały.

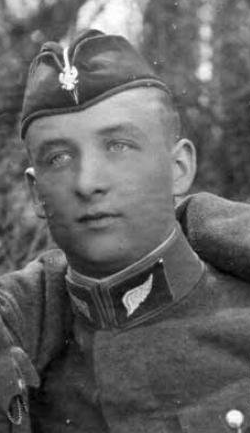
Władysław Filipiak, ppor. pilot

We wrześniu 2 eskadra wielkopolska prowadziła rozpoznanie obszarów koncentracji wojsk sowieckich, podczas jednego z takich lotów załoga plut. pil. Filipiak — plut. obs. Stefan Kazimierczak była zmuszona do lądowania w rejonie miasteczka Gołoszyce z powodu awarii silnika. Lądowanie nastąpiło na terenach opanowanych przez polskie oddziały, lotnicy nie ponieśli obrażeń. W późniejszym okresie walk wyróżnił się podczas walk za wycofującą się Armią Czerwoną w rejonie Radzymina, Nasielska, Pułtuska, Ciechanowa i Płocka. Z powodu strat wśród sprzętu i załóg pod koniec lipca sierż. Filipiak i sierż. Ludwik Patalas byli jedną z dwóch załóg wykonujących loty w 13 eskadrze. Skutecznie zaatakowali nieprzyjacielską baterię artyleryjską, ostrzeliwującą polską piechotę. Pomimo uszkodzenia samolotu zdołał doprowadzić maszynę na macierzyste lotnisko.
Po zakończeniu walk otrzymał przydział do 3 pułku lotniczego w Poznaniu. 2 października 1920 roku został mianowany podporucznikiem. Służbę zakończył 19 października 1921 roku i został przeniesiony do rezerwy. 8 stycznia 1924 został zatwierdzony w stopniu podporucznika ze starszeństwem z dniem 1 czerwca 1919 i 19. lokatą w korpusie oficerów lotnictwa. Posiadał przydział w rezerwie do 3 pułku lotniczego.
27 lipca 1922 zawarł związek małżeński z Marią I voto Dittmer z domu Wolf (ur. 27 sierpnia 1890 w Czerwonaku).
Zmarł razem z żoną 23 kwietnia 1925 w Poznaniu, w następstwie zatrucia tlenkiem węgla.

## Ordery i odznaczenia[7]
- Krzyż Srebrny Orderu Wojskowego Virtuti Militari nr 8097 (27 lipca 1922)[10]
- Krzyż Walecznych[11]
- Polowa Odznaka Pilota (pośmiertnie, 11 listopada 1928)[12]